# گریپنبرگ
گریپنبرگ (به سوئدی: Gripenberg) یک منطقه مسکونی است که در بخش ترانوس شهرستان یونشوپینگ در کشور سوئد واقع شده است. جمعیت گریپنبرگ در پایان سال ۲۰۱۰ بالغ بر ۲۹۲ نفر بوده است.